# Приметный крест
Приме́тный крест — один из основных элементов навигационной практики поморов. Приметные кресты были исключительным явлением, не имевшим аналога как в общерусской, так и в мировой практике судовождения. Время возникновения этой традиции неизвестно, но в XVI веке она была уже распространена.

## Описание

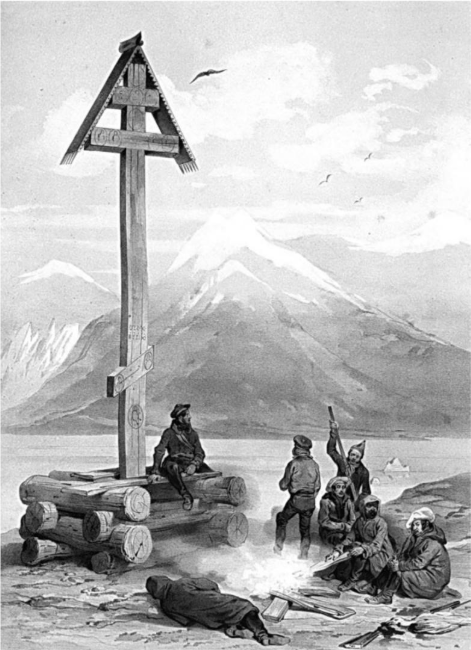
Моряки корвета «La Recherche» у поморского креста на Шпицбергене. Литография Огюста Майера (1838)

Приметные кресты — это высокие, пропорционально выполненные, изящные сооружения, часто покрытые резными «полотенцами» и фигурными коньками. Их лицевая сторона украшена рельефными иконками и каноническими надписями. Судя по сохранившимся крестам и их описаниям в литературе, они достигали высоты 6 м и имели по преимуществу восьмиконечную форму, хотя существовали и четырёхконечные, и шестиконечные. Основу креста составляло мощное бревно-стойка, диаметр которой достигал 40 см. Изготовлялись стойки из четырёхгранного бруса или круглого бревна. В последнем случае она тщательно затёсывалась топором с лицевой стороны. Перекладины крестов всегда ориентированы по линии магнитного меридиана, лицевая сторона обращена на запад. Кресты прочно укреплялись на месте установки. Они вкапывались в грунт на глубину до 55 см и забутовывались камнями. На поверхности почвы кресты получали дополнительное укрепление в виде обычной каменной закладки или окружались срубом, который внутри закладывался камнями. По способу размещения на местности кресты подразделяются на шесть групп:
1. Несколько крестов размещаются в один ряд на краю берега моря в непосредственной близости от построек.
2. Кресты, расположенные аналогично первой группе, дополнены отдельно поставленным крестом. Последний занимал вершину наиболее приметной возвышенности или скалы.
3. Единичный крест, поставленный на территории поселения на вершине господствующей высоты.
4. Несколько крестов установлены на вершинах господствующих высот в пределах поселений.
5. Один или несколько крестов установлены за пределами поселений (иногда на расстоянии в несколько сотен метров) на вершинах прибрежных скал.
6. Отдельно стоящие кресты, не связанные с поселениями[1].

## Местонахождение
Во многом благодаря запискам западноевропейских мореплавателей сохранились сведения не менее чем о 30 крестах XVI века, которые стояли на Кольском полуострове (в Нокуевском заливе), на Новой Земле (на берегу Карских Ворот, в Костином Шаре, в Русской гавани, Мучной гавани, в губе Строганова), на полуострове Канин Нос. Особенно много крестов стояло в XVI веке на острове Вайгач: около двадцати. Это не удивительно: Вайгач являлся не только местом активных морских промыслов, но и своего рода перевалочным пунктом из относительно спокойного Баренцева моря в труднопроходимое Карское, которое простиралось уже на азиатской стороне Северного Ледовитого океана. Известна зарисовка одного из крестов на острове Матвеевом, сделанная в 1594 году и опубликованная в книге Я. Г. ван Линсхотена. Крест восьмиконечный, покрытый «полотенцем». Он изготовлен из тёсаного бруса и укреплён у основания двумя косыми подпорками. На его лицевой стороне имеется надпись: «Лета 7083 поставили крест Берёза да Фёдор Павлов сын моло подписал Олишко».

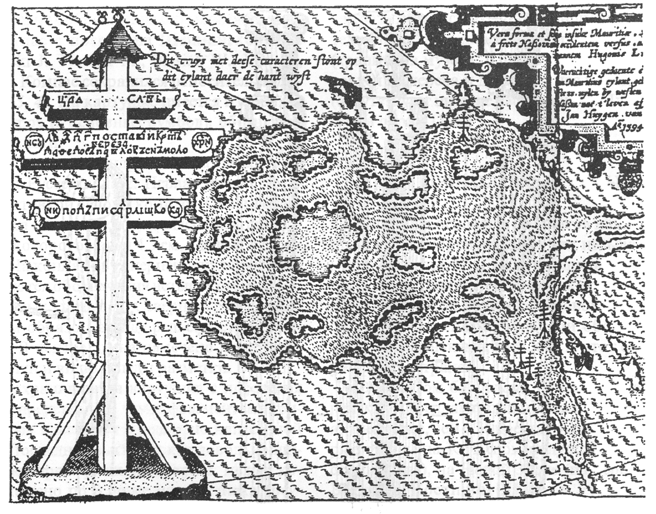
Рисунок из книги Я. Г. ван Линсхотена

После запрещения в 1619 году Мангазейского морского хода плавания в Сибирь прекратились, и новые кресты не только не ставились, но были уничтожены и поставленные ранее. В 1626 году тобольский воевода А. А. Хованский доносил царю Михаилу Фёдоровичу: «И те признаки велели мы холопы твои сжечь, чтобы однолично в Сибирь в Мангазею немецкие люди водяным путём и сухими дорогами ходу не проискали». Но в морях сибирского региона, где в XVII веке освоение территории шло особенно активно, традиция возведения крестов была сохранена, как и в самом Поморье. В Мангазейском уезде приметными крестами были обозначены места волоковых путей.
На берегу Восточно-Сибирского моря Г. А. Сарычев обнаружил в 1787 году два креста, один из которых имел дату: 1718 год, а второй, более древний и почти сгнивший, лежал на поверхности почвы. Особенно большое количество крестов в XVIII—XIX веков стояло на берегах Шпицбергена. Сохранились сведения о 46 крестах этого времени, 18 из которых упомянуты в литературе, а некоторые зарисованы с натуры. Большинство крестов датировано по имеющимся на них надписям и на основании дендрохронологии.

## Назначение
Основная функция поморских приметных крестов была связана с мореходным делом, навигационным обустройством транспортных путей. Роль крестов в обеспечении древнего полярного судовождения была весьма ответственной и включала в себя несколько задач:
Здесь на  Вайгаче и вообще на севере часто ставят вместо морских знаков кресты, обозначая этим места, удобные для стоянки судов. И сюда, если застигнет буря, идут, не боясь ни мелей, ни камней: значит, вход безопасный и есть где укрыться.
- Кресты являлись путевыми метками, обозначавшими характерные места морских и волоковых путей. Каждый крест был индивидуален и узнаваем, по нему опытный кормщик всегда мог установить своё местонахождение. В отдельных случаях определение того или иного пункта производилось на основании количества стоявших там крестов. В 1597 году, когда возвращавшиеся на шлюпках с севера Новой Земли участники третьей экспедиции В. Баренца обратились к встретившимся им поморам с просьбой помочь им определить маршрут, те ответили, что они должны идти к Канину Носу, который они узнают по пяти крестам, установленным на нём.
- Кресты являлись своего рода навигационными приборами, они устанавливались с помощью магнитных компасов таким образом, чтобы их перекладина была ориентирована по линии север—юг. Северный азимут узнавался по нижней косой перекладине, поднятая часть которой расположена на северной стороне креста. Это позволяло мореходу, не имевшему на борту магнитного компаса, взять ориентировку и с помощью деревянного компаса-ветромёта[6] определить нужный курс.
- Кресты использовались в качестве береговых знаков для указания входа в безопасную гавань. Так, многометровые кресты с этой целью устанавливались на Соловецких островах (бухта Благополучия у стен Соловецкой обители, Троицкая губа острова Анзерский, по берегам Долгой губы острова Соловецкий)[7].

Поморы выбирали для строительства становищ не только удобные, но и наиболее живописные участки побережий. Возведённые тут же высокие, устремлённые в небо кресты придавали им торжественный вид и оказывали на зрителей большое эстетическое воздействие. Это несомненно способствовало преодолению зимовщиками суровых условий полярного экстремума. Имели кресты отношение и к хозяйственной деятельности поморов, выполняя роль своего рода заявочных знаков на промысловые участки. Они обозначали владельцев рыболовных тоней, демонстрировали права артели на ведение промыслов на тех или иных участках.